# Aglais ichnusa
La vanessa sarda (Aglais ichnusa (Bonelli, 1826)) è una specie di farfalla endemica della Sardegna e della Corsica. Da alcuni autori viene considerata una sottospecie di Aglais urticae.

## Descrizione
È una specie piccola; l'adulto ha un'apertura alare di circa 37-40 mm (45-50 mm secondo altre fonti). Le ali sono di colore rosso aranciato, con i margini tigrati sulla pagina superiore, mentre su quella ventrale sono nere con macchie azzurre.

## Biologia
È una specie montana, rinvenibile dai 500 fino ai 2.500 metri di altitudine; le uova vengono deposte sulle piante d'ortica, di cui i bruchi si cibano; presenta fino a due generazioni, con gli adulti che appaiono da maggio fino a settembre.

## Conservazione
La specie ha subito un calo di popolazione negli ultimi anni, forse a causa dell'inquinamento o del clima più secco.